# بافاو
بافاو (بالبرتغالية: Marcelo Pereira Moreira‏) هو لاعب كرة قدم برازيلي في مركز الدفاع، ولد في 15 أبريل 1974 في ريسيفي في البرازيل. لعب مع أتلتيكو باراناينسي وأتلتيكو غويانيينسي ونادي برازيليا ونادي بوتافوغو اس بي ونادي تريزه ونادي تينيريفي ونادي ريو برانكو ونادي ساو باولو ونادي موجي ميريم.